# Isotomodella alticola
Isotomodella alticola är en urinsektsart som först beskrevs av Bagnall 1949.  Isotomodella alticola ingår i släktet Isotomodella och familjen Isotomidae. Inga underarter finns listade i Catalogue of Life.